# Aliabad-e Czah Zar
Aliabad-e Czah Zar (pers. علي آباد چه زار) – wieś w Iranie, w ostanie Sistan i Beludżystan. W 2006 roku liczyła 42 mieszkańców w 9 rodzinach.